# Pierre Duval (chirurgien)
Pour les articles homonymes, voir Pierre Duval et Duval.
Pierre Duval est un chirurgien français né le 24 juin 1874 et mort le 7 février 1941, renommé pour ses travaux sur la chirurgie générale, hépato-biliaire et digestive ainsi que sur la chirurgie de guerre durant la Première Guerre Mondiale. 

## Biographie
Pierre Duval finit son internat dans les hôpitaux de Paris en 1902. Il fut nommé professeur agrégé en 1904 et chirurgien des hôpitaux en 1905. Il épousa Carmen Laffitte (1881-1930) en 1902 ; ils eurent deux fils.

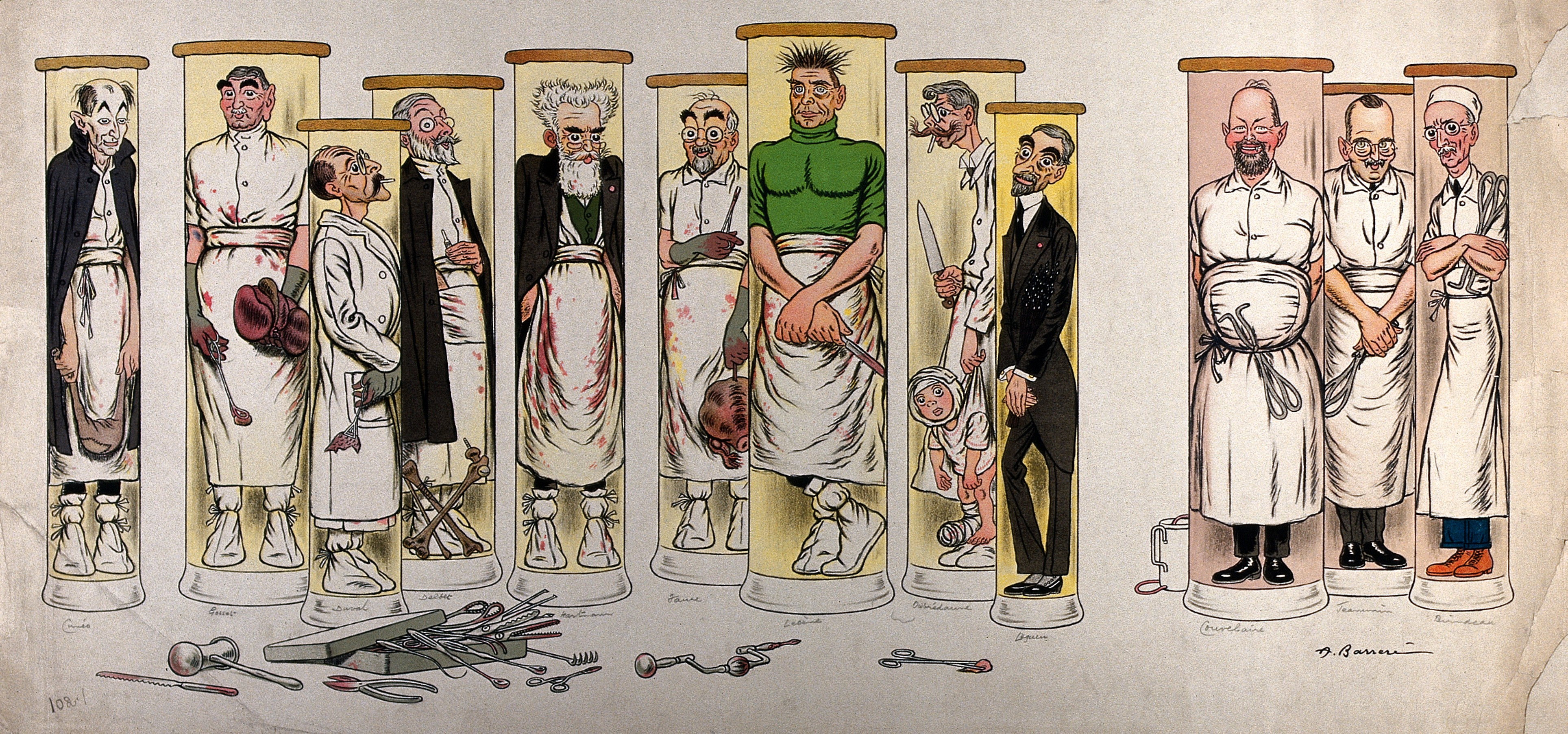
Caricature de douze chirurgiens français. Pierre Duval est le 3e en partant de la gauche, représenté sa pince à la main.

Il prit la tête en 1914 de l'hôpital canadien de Dinart. Il participa également à la mise en place des Ambulances Chirurgicales Automobiles (« Auto-chir ») et introduisit un nouveau système d'attelle permettant un meilleur transport des blessés des membres. Il a été dans les premiers à préconiser l'exploration des plaies thoraciques de guerre, mettant au point une pince spécifique pour la préhension pulmonaire Son Auto-Chir, la numéro 21, était jumelée à un hôpital de campagne mobile comportant 12 tables d'opération. En collaboration avec Pierre Delbet, il recommande un parage rapide et exhaustif des plaies afin d'en améliorer le pronostic.
Pierre Duval fut également directeur de la Revue de Chirurgie.

## Publications
- Traitement des plaies de guerre du genou sans lésions osseuses ou avec fractures intra-articulaires (grands fracas exceptés) par l'arthrotomie large systématique et la fermeture totale de l'articulation à l'auto chir. 21, Soc. Chir., 4 octobre 1916
- Traitement des plaies de guerre du genou sans lésions osseuses ou avec fractures intra-articulaires (grands fracas exceptés) par l'arthrotomie large systématique et la fermeture totale de l'articulation à l'auto chir. 21, Soc. Chir., 4 octobre 1916